# 불모지뒤쥐
불모지뒤쥐(Sorex ugyunak)는 땃쥐과에 속하는 포유류의 일종이다. 허드슨만 서부의 캐나다 북부 지역과 알래스카주에서 발견되는 작은 땃쥐이다. 한때는 가면뒤쥐의 아종으로 간주했다. 겉모습이 비슷한 세인트로렌스뒤쥐와 프리빌로프뒤쥐의 근연종으로 추측하고 있다. 학명 "ugyunak"은 이누이트어로 "뒤쥐"를 의미한다.